# Logis de Forge
Le logis de Forge est situé sur la commune de Mouthiers-sur-Boëme, en Charente, à une dizaine de kilomètres au sud d'Angoulême. Ancien logis du XVIe siècle, il a été étendu en papeterie au XIXe siècle. Il possède une résurgence et des jardins classés Jardin remarquable.

## Historique
Il semble que ce logis, placé près d'un coude de la Boëme et d'une résurgence débitant 300 l/s, exploitait et protégeait cette dernière.
Le nom est aussi orthographié « la Forge » sur la carte d'État-Major du XIXe siècle et parfois « Forges » chez certains auteurs.
En 1233, le cartulaire de l'abbaye de La Couronne mentionne Alain de Forge. Puis au XIVe siècle on trouve Hugues puis Chéraud de Chandry, seigneurs de Forge. Le logis dépendait au XVe siècle de la châtellenie de la Rochandry. Sa première construction remonte à la guerre de Cent Ans.
Jusqu'au XVIIIe siècle, Forge sera alternativement moulin à fer (d'où son nom), à blé et à huile de noix.
En 1711, la « métairie de Forge » appartenait à François Gaston Houlier, seigneur de Plassac.
C'est en 1781 que le domaine a été acheté par Bernard Sazerac, faïencier à l'Houmeau et lui-même issu d’une famille de faïenciers mais aussi de négociants en eau-de-vie et maîtres de forges, pour y créer un moulin à papier, industrie active en Angoumois.
Au cours du XIXe siècle, des bâtiments sont construits pour le séchage du papier et le logement des ouvriers.
Habitant ce logis, la famille Sazerac s'est par la suite d'ailleurs appelée Sazerac de Forge. En 1969, la dernière représentante de cette famille, Geneviève, décède, et le domaine est transmis à la famille de Beaucé par héritage familial.
En 1941, le film Pontcarral, avec Pierre Blanchar, est tourné à Forge.
En 1970, les propriétaires restaurent le logis et les bâtiments, actuellement loués à plusieurs familles. Cette restauration avait été commencée dans les années 1930 par Genevièvre Sazerac et le site est alors classé en 1943.

## Architecture
L'ancien logis, datant des XVe et XVIe siècles, est construit sur un rocher plat dominant la Boëme et l'étang alimenté par la source. Il était protégé par des fossés remplis d'eau et une double enceinte.
Son architecture offre des points commun avec le château de la Foy tout proche, avec caves voûtées, tourelles d'angle carrées et terrasse dominant le vallon. Une des anciennes tours, ronde, au centre et côté cour, a été transformée en habitation et possède un escalier à vis. La façade a été agrémentée de deux tours carrées coiffées de toits pyramidaux. La tour nord est surmontée d'une lucarne portant une coquille Saint-Jacques, celle de l'autre tour est décorée de trois animaux : un singe, un aigle et un éléphant.
À l'intérieur, il faut noter le sol de l'entrée couvert en petits galets, une cheminée monumentale du XVe siècle et une salle voûtée communiquant avec la cave d'où partent des souterrains. Les cheminées à l'étage sont du XVIIIe siècle. Le salon comporte une draperie peinte par un inconnu durant la période révolutionnaire mettant ses hôtes en valeur.
Les jardins et pièces d'eau, récemment remis en valeur, ont été classés Jardin remarquable et figurent parmi les quatre du département.
Le 10 juin 2005, le logis (façades et toitures) est inscrit monument historique. 
Privé, il ne se visite pas, mais ses jardins se visitent en été.

Logis de Forge
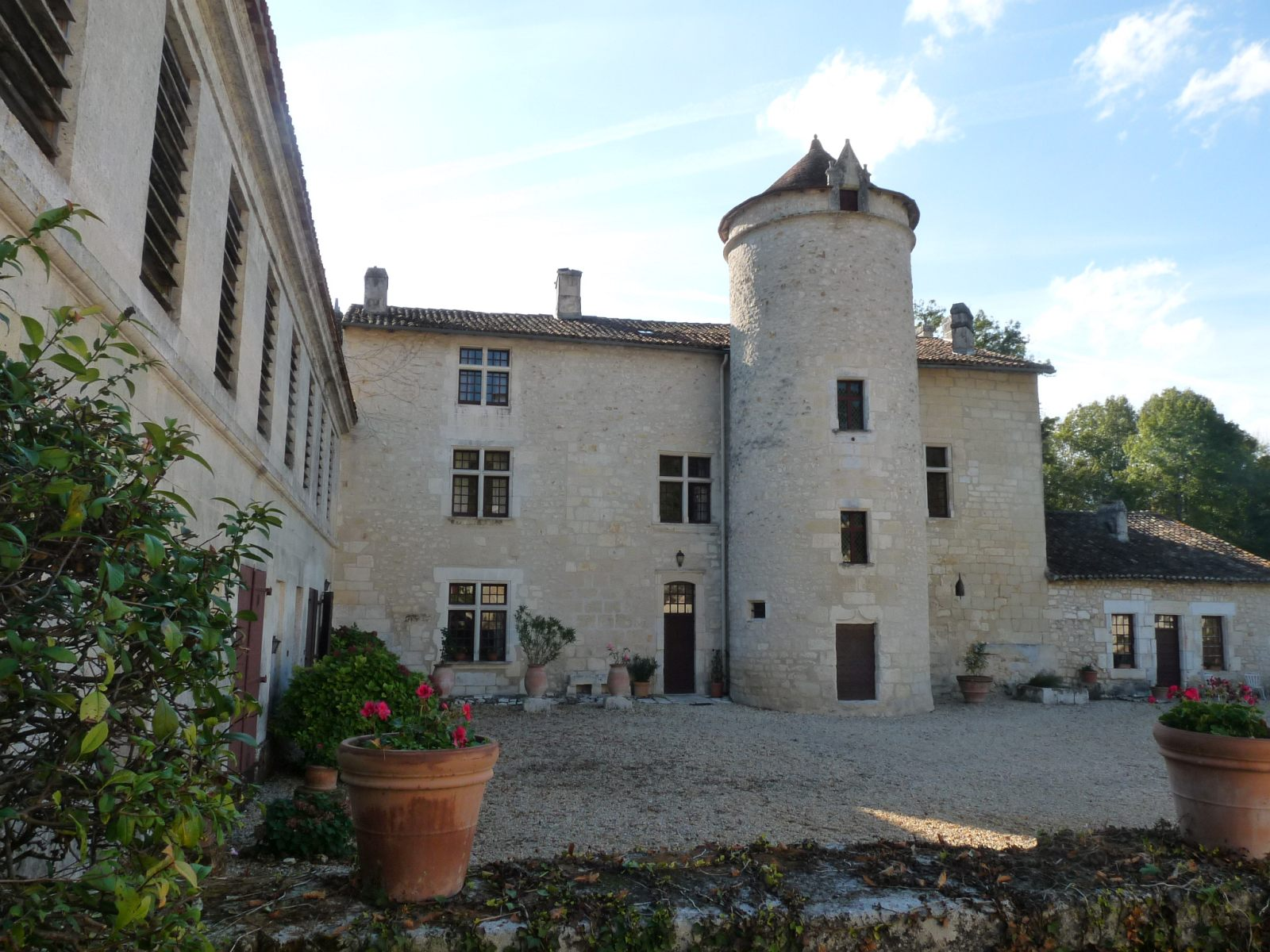
La cour intérieure
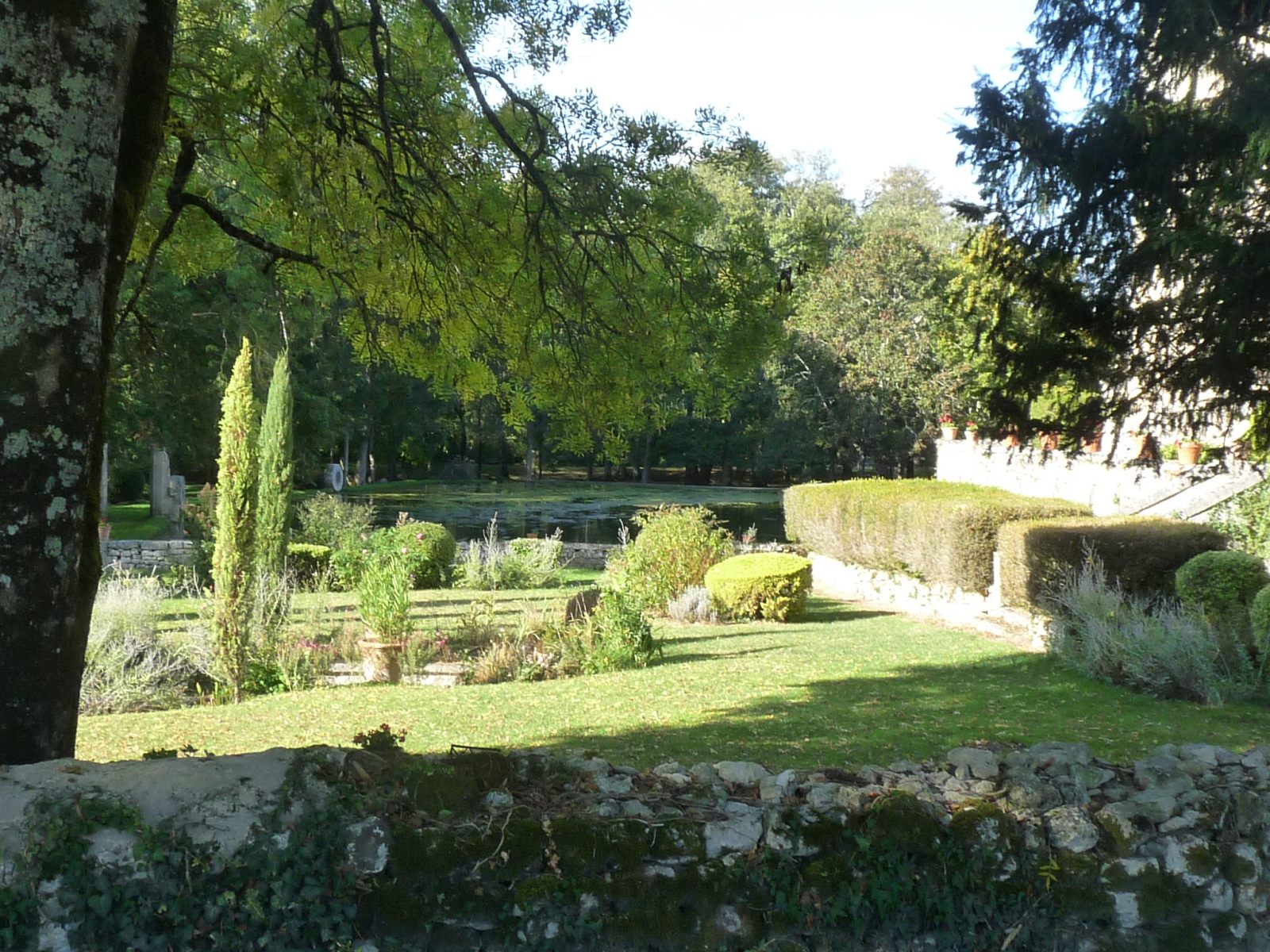
Jardin frontal et étang
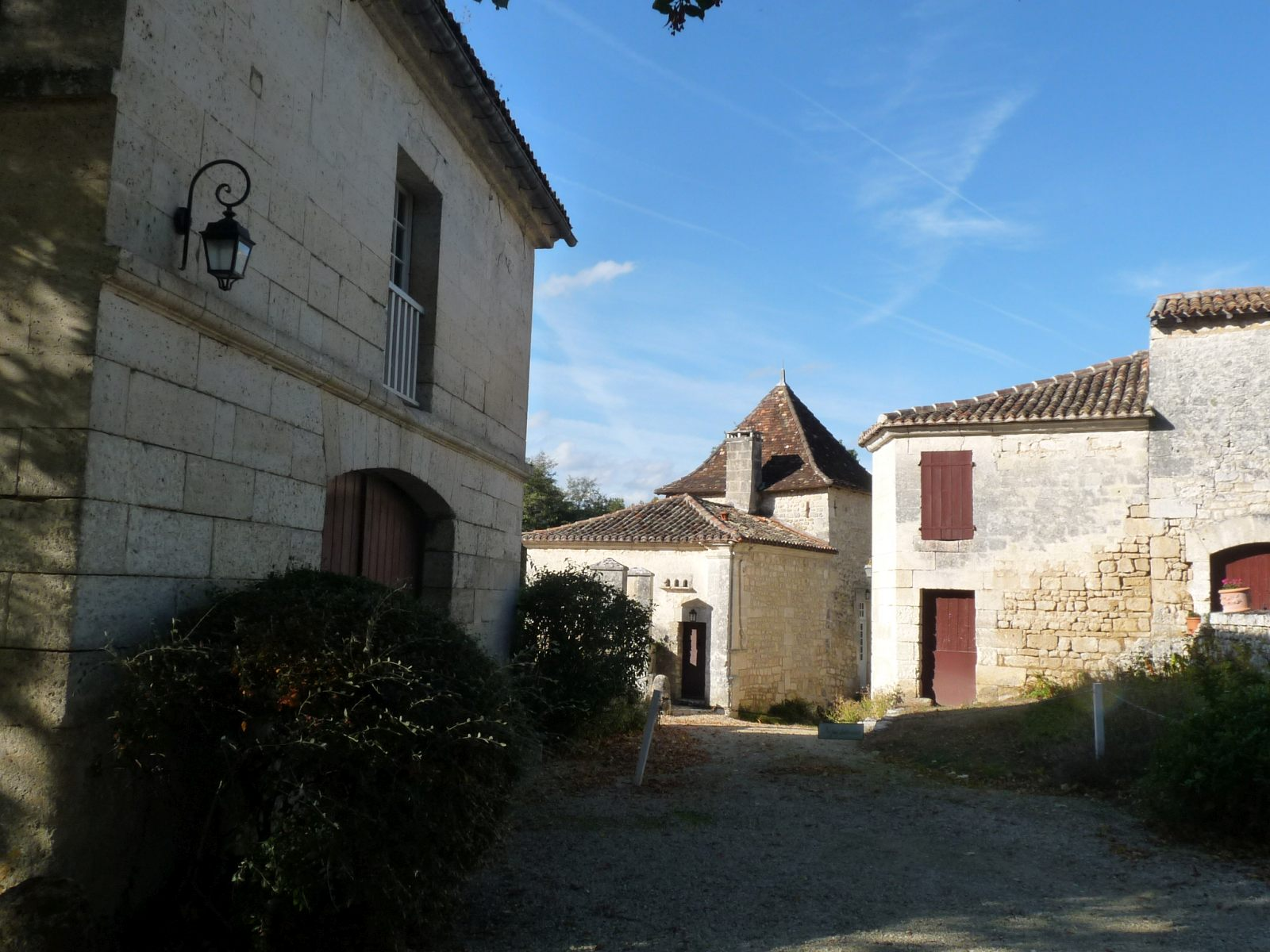
Atelier et communs